# Christian Almer
Christian Almer (ur. 29 marca 1826 w Grindelwald, zm. 17 maja 1898 tamże) – szwajcarski wspinacz i przewodnik. 
Jest uważany za jednego z najlepszych przewodników alpejskich swoich czasów. Z jego usług korzystali między innymi Edward Whymper, W.A.B. Coolidge i Leslie Stephen.
W 1846 r. ożenił się z Margarithą Kaufmann, z którą doczekał się syna Ulricha Almera (8 maja 1849 – 4 września 1940), który też był znanym przewodnikiem.

## Pierwsze wejścia
- 1857 Mönch
- 1858 Eiger
- 1862
  - Jungfraujoch
  - Gross Fiescherhorn
- 1864 Barre des Écrins
- 1865
  - Aiguille Verte
  - Grand Cornier
  - Pointe Whymper
  - Nesthorn
- 1867 Kleines Schreckhorn
- 1870 L'Ailefroide
- 1874 Mont Thuria
- 1876 Les Droites (szczyt zachodni)
- 1877
  - Pic Coolidge
  - Le Sirac
- 1878
  - Aiguille d’Arves Méridonale
  - Aiguille de l'Epaisseur
  - Les Bans
- 1881 Visolotto
- 1884 Pointe de Soliette